# Lieder-Quadrille
Lieder-Quadrille, op. 275, är en kadrilj av Johann Strauss den yngre. Den spelades första gången den 11 maj 1863 i Pavlovsk i Ryssland.

## Historia
Våren 1863 reste Johann Strauss och hans fru Jetty till Pavlovsk utanför Sankt Petersburg för första gången tillsammans. I ett brev till sin förläggare Carl Haslinger i Wien skrev han: "I morgon sänder jag dig kadriljen som är sammansatt av tyska melodier. Såsom vän erkänner jag att den inte är mycket att ha - endast om det är sådan brist på kadriljer att du tvekar om du ska kasta den i papperskorgen ska du publicera den, men gör det klokt annars blir det ingen efterfrågan".
Dessa självkritiska ord handlade om den nya kadriljen Melange-Quadrille. Strauss hade satt samman verket utifrån sin frus repertoar av populära tyska sånger såsom Du, Du, liegst mir am Herzen, Mädle ruck, ruck, ruck och Wer will unter die Soldaten. Den framfördes den 11 maj 1863 i Pavlovsk och blev till Strauss förvåning en succé. Även hemma i Wien blev den en framgång, då under den nya titeln Lieder-Quadrille.

## Om kadriljen
Speltiden är ca 5 minuter och 55 sekunder plus minus några sekunder beroende på dirigentens musikaliska tolkning.

## Weblänkar
- Lieder-Quadrille i Naxos-utgåvan.